# Gedun Drub
Gedrun Drub, egentligen Pema Dorje, född 1391, död 1474, räknas som den första Dalai lama i Gelug-skolan i den tibetanska buddhismen.
Gedrun Drub föddes som Pema Dorje i en enkel nomadfamilj och uppfostrades ursprungligen till herde. Vid sju års ålder sattes han dock i lära i klostret Nartang. Till hans lärare där hörde gelugpa-sektens grundare, Je Tsongkhapa.
Gedrun Drub utvecklades med åren till en av sin tids och religions mest framstående lärda. Han författade ett flertal texter i religiösa-filosofiska ämnen, i många fall i form av episka dikter. 1447 grundade han klostret Trashilhünpo.
Först drygt hundra år efter sin död, sedan titeln dalai lama etablerats 1578, kom Gedrun Drub att postumt räknas som dennes förste reinkarnation.